# Sobětuchy

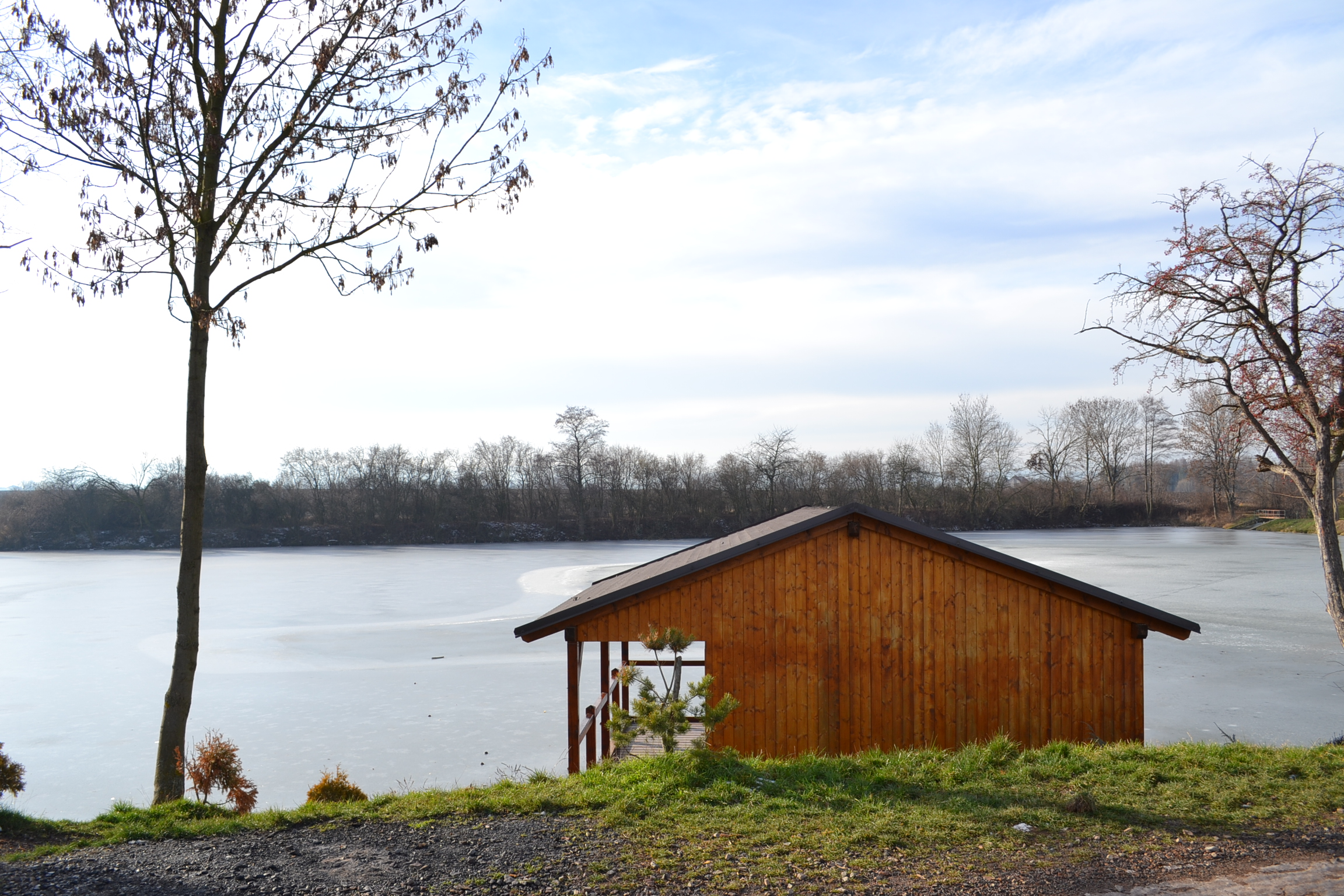
Zamrzlý Pouchobradský rybník

Sobětuchy jsou obec v okrese Chrudim v Pardubickém kraji. Leží tři kilometry západně od Chrudimi. Žije zde 993 obyvatel. Obec leží na rozhraní Železných hor a Polabské nížiny. Sobětuchy protéká Markovický potok (někdy také označován jako Bělina). 

## Název
Název obce se vykládá jako "ves sobětuchů", tedy lidí, kteří "sobě tuší", tedy věří si, dávají si naději, jsou odvážní.

## Historie
První písemná zmínka o obci pochází z roku 1272, kdy je ve spisech Regesta diplomatica na listině mezi svědky podepsán zeman Boleslav ze Sobětuch. Obec byla dříve rozdělena na dvě části, které patřily pod správu dvou klášterů - klášter sv. Jiří a klášter ve Vilémově. Církevní majetek však po husitských válkách přešel do rukou světských. Posledním feudálním majitelem první části obce byl kníže František Josef Auersperg. Část druhá byla v průběhu let přidělena k vedlejší obci Stolany, s nimiž měla společného majitele i rychtáře. Posledním pánem byl kníže Kinský.
Osada Pouchobrady vznikla kolem poplužního dvora, což bylo sídlo staré vladycké rodiny Pouchobradských z Pouchobrad. Nejstarším známým držitelem byl Jindřich z Pouchobrad, který v roce 1415 pověsil svoji pečeť k stížnostnímu listu na protest proti upálení Mistra Jana Husa.
Osada Vrcha vznikla na konci 18. století, kdy se postupně přistavovaly viniční domky na chrudimských vinicích. Ty se táhly až k tehdejším hranicím Sobětuch a obce Lány.
Z této obce pocházel již zesnulý pekař Stanislav Pecka, bojovník za zrušení letního času.

## Obyvatelstvo
| Rok            | 1869 | 1880 | 1890 | 1900 | 1910 | 1921 | 1930 | 1950 | 1961 | 1970 | 1980 | 1991 | 2001 | 2011 | 2021  |
| -------------- | ---- | ---- | ---- | ---- | ---- | ---- | ---- | ---- | ---- | ---- | ---- | ---- | ---- | ---- | ----- |
| Počet obyvatel | 231  | 265  | 289  | 299  | 292  | 323  | 353  | 267  | 384  | 375  | 451  | 496  | 539  | 837  | 1 023 |
| Počet domů     | 27   | 26   | 27   | 27   | 31   | 36   | 57   | 63   | 102  | 93   | 115  | 150  | 153  | 232  | 305   |

## Obecní správa
V letech 1850–1914 Sobětuchy patřily jako osada obce k Stolanům v okrese Chrudim. V letech 1914–1950 byly obcí. V letech 1961–1966 patřily jako část obce k Sobětuchům-Stolanům a od 1. července 1966 jsou opět samostatnou obcí.

### Části obce
- Sobětuchy
- Pouchobrady
- Vrcha

Od 1. července 1966 do 30. srpna 1990 k obci patřily i Stolany.

### Obecní symboly
Znak a vlajka byly obci uděleny rozhodnutím předsedy Poslanecké sněmovny Parlamentu České republiky dne 15. dubna 2010.

## Pamětihodnosti
Dřevěný kostel Nejsvětější Trojice stával v osadě Pouchobrady již počátkem 14. století. Později byl přestavěn v gotickém slohu. V roce 1889 byla vystavěna nová zděná věž, obnovena fasáda a instalovány varhany. Ze zařízení kostela je nejcennější deskový obraz Assumpty se sv. Barborou a sv. Kateřina od Mistra královéhradeckého oltáře z 15. století, kamenná středověká křtitelnice, obraz světice ze 16. století, zbytky nástěnných maleb a symboly evangelistů na klenbě.
Další památky:
- Pouchobradský rybník
- Hospoda Na Zavadilce z 16. století
- Hospoda Na Jetelce ze 17. století
- Roubená chalupa

## Vybavení obce
V obci je zavedena voda, plyn a kanalizace. V Sobětuchách lze navštívit menší obecní knihovnu s necelými 800 knihami, v části Vrcha je i samoobslužná knihobudka. Spolkový život reprezentují Sbor dobrovolných hasičů (okrsek č. 22) a Rybáři Sobětuchy.

### Sbor dobrovolných hasičů
Sbor dobrovolných hasičů vznikl po rozdělení společného stolanského sboru 24. května 1890, kdy se konala valná hromada v Sobětuchách v hostinci Na Jetelce.

### Rybáři Sobětuchy
Obec zajišťuje rybníkářskou činnost prostřednictvím sdružení obce a osob. Tento spolek rybářů zajišťuje hospodaření na Pouchobradském rybníce, který je majetkem obce. Výměra rybníka je přibližně 30 tisíc m², je průtočný na Markovickém potoce.